# 首露王陵駅
首露王陵駅（スロワンヌンえき）は、大韓民国慶尚南道金海市にある釜山-金海軽電鉄の駅である。駅番号は17。「金海保健所」を副駅名としている。

## 歴史
- 2011年9月9日 - 開業。当時の副駅名は「金海旅客ターミナル」であった。
- 2015年2月12日 - 副駅名を「金海旅客ターミナル」から「金海保健所」に変更。「金海旅客ターミナル」は鳳凰駅の副駅名となる。

## 駅構造
相対式ホーム2面2線を有する高架駅で、フルスクリーンタイプのホームドアが設置されている。

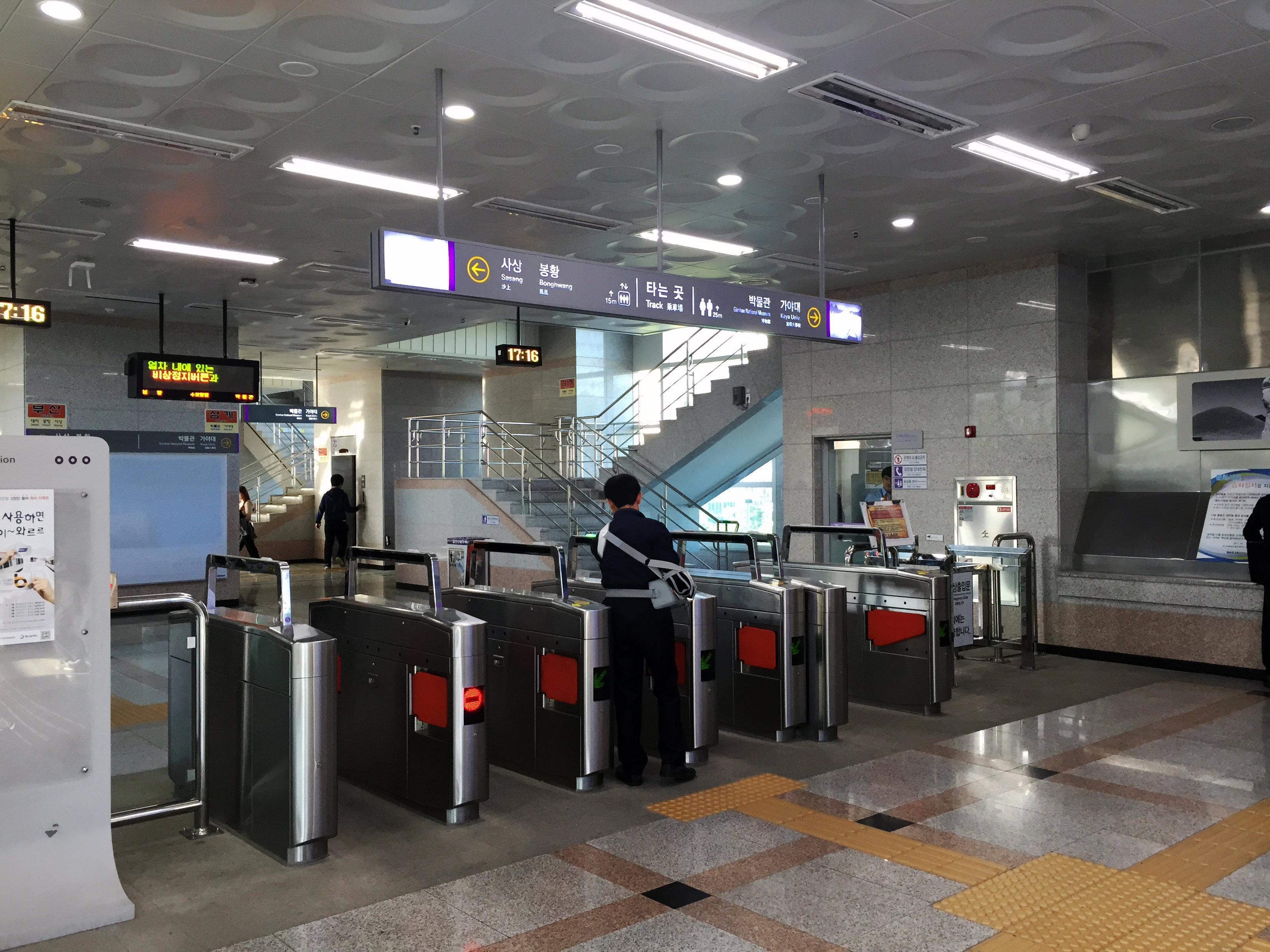
改札口（2015年5月）
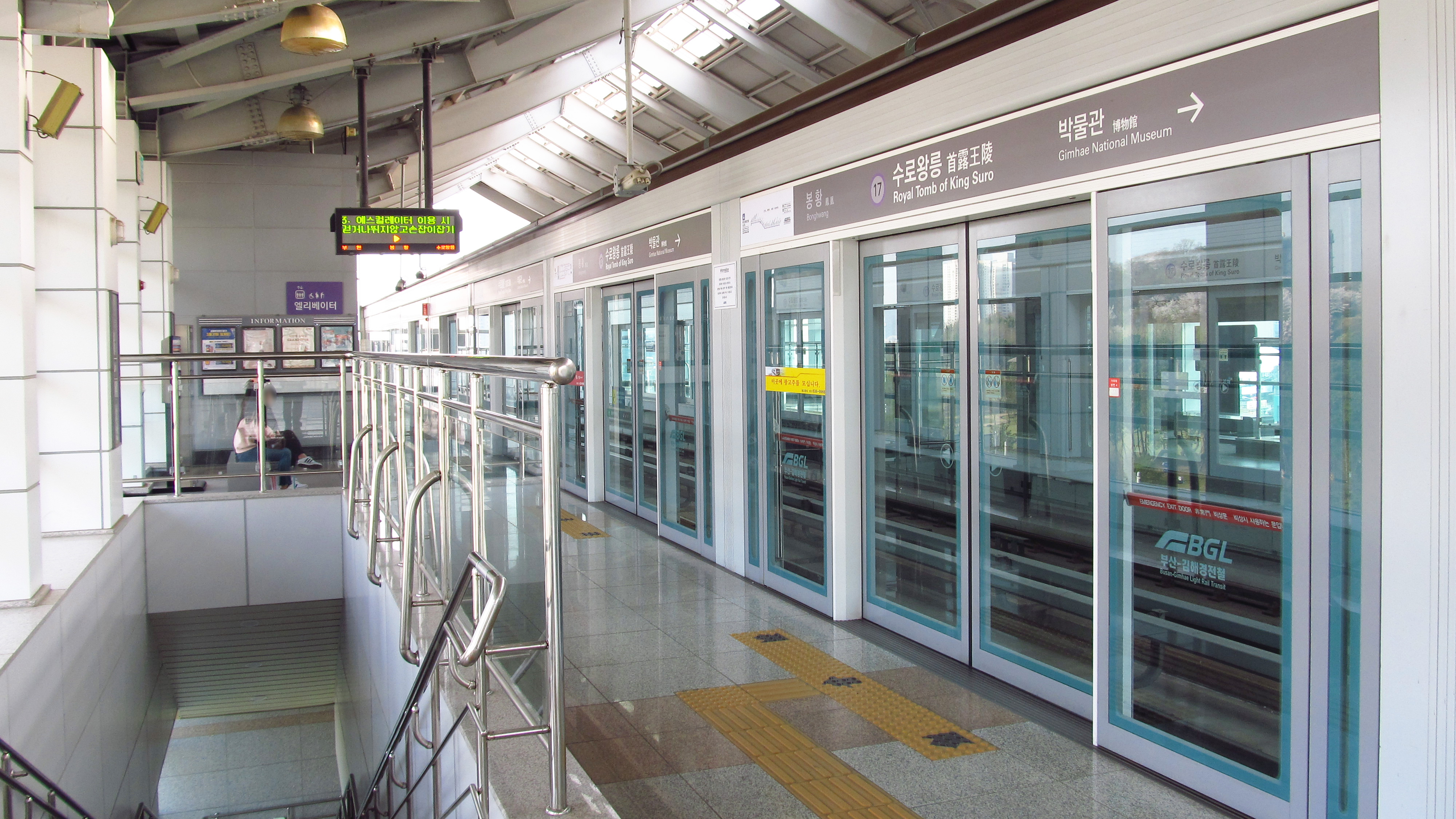
下りホーム（2018年3月）
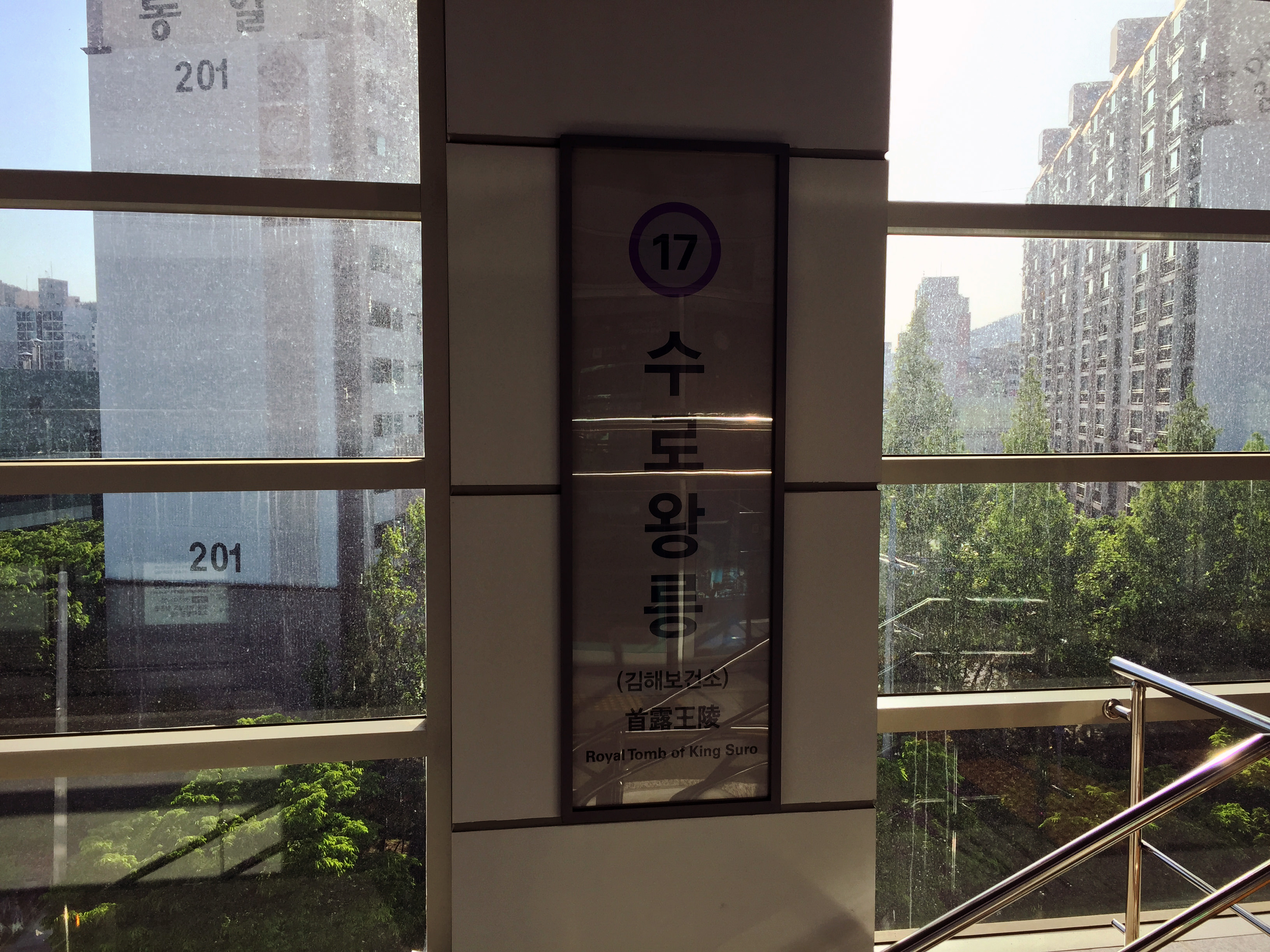
駅名標

### のりば
| 上り | ●釜山-金海軽電鉄 | 沙上方面   |
| 下り | ●釜山-金海軽電鉄 | 加耶大方面 |

## 駅周辺

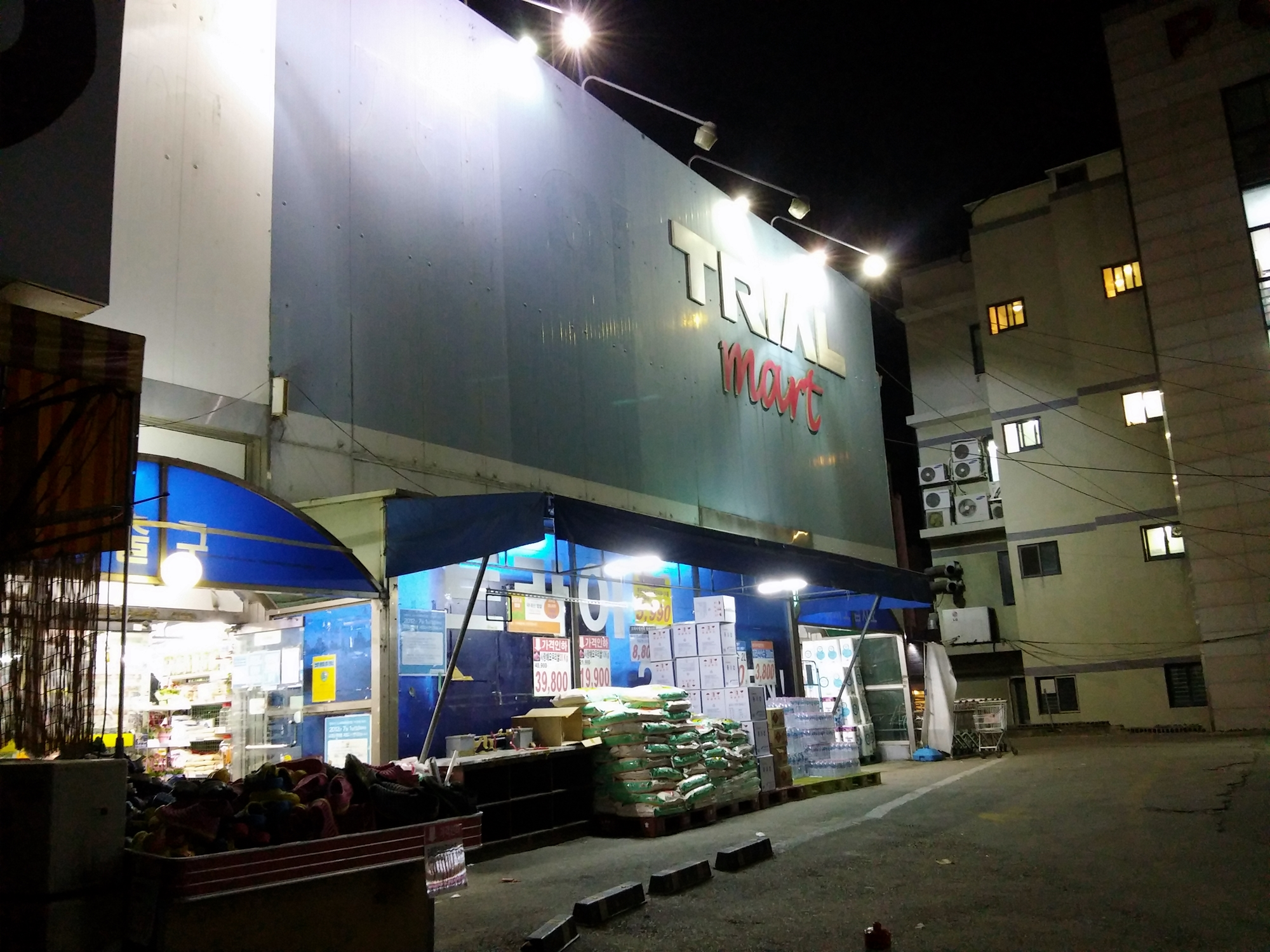
トライアルマート 金海店

- 新世界百貨店 金海店
  - Eマート金海店
- トライアルマート 金海店
- 金海保健所
- 首露王陵
- 金海韓屋体験館
- 金海図書館
- 鳳凰大公園
- 林虎初等学校
- 林虎中学校
- 伽倻高等学校
- 金海鳳凰洞遺跡

## 隣の駅
釜山-金海軽電鉄
●釜山-金海軽電鉄
鳳凰駅（16） - 首露王陵駅（17） - 博物館駅（18）